# Gaszähler

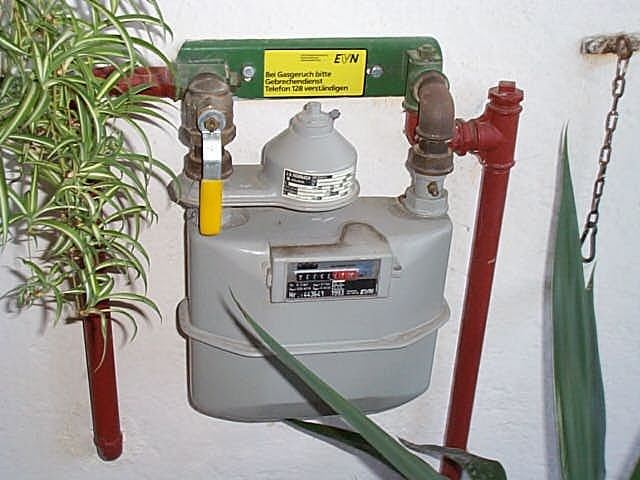
Balgengaszähler mit darüber sitzendem, vorgeschalteten Gasdruckregler

Ein Gaszähler (veraltet bzw. umgangssprachlich teilweise als Gasuhr oder Gasmesser bezeichnet) ist ein Messgerät zur Ermittlung einer durchgesetzten Gasmenge. Gaszähler kommen überwiegend in häuslichen und gewerblichen Gasinstallationen zum Einsatz, werden aber auch zur exakten Mengenbestimmung bei labortechnischen Untersuchungen eingesetzt. Die vom Gaszähler erfasste Einheit ist der Kubikmeter im Betriebszustand, der zur Abrechnung in Normkubikmeter umgerechnet wird.
Gaszähler bestehen je nach Technologie aus mechanischen oder elektronischen Vorrichtungen zur Erfassung des durchgesetzten Gasstromes und meistens einem Zählwerk.
Gaszähler, die im geschäftlichen Verkehr eingesetzt werden, unterliegen der Eichpflicht. In der Eichordnung sind die jeweiligen Fristen festgelegt, nach denen Gaszähler einer wiederkehrenden Eichung zu unterziehen sind.
Für die Fernabfrage von Zählerständen gibt es die Möglichkeit, Gaszähler mit Schnittstellen auszustatten. Dies kann  bereits beim Hersteller bzw. vereinzelt auch nachträglich geschehen. Bei Gaskunden mit normaler häuslicher Gasabnahmestruktur wird die Möglichkeit der Fernauslesung in der Regel noch nicht genutzt. Im kommerziellen Bereich, d. h. bei größeren Gasverbrauchern wie bspw. Heizhäusern ist bei Gaszählern der Einsatz eines potentialfreien Kontaktes zur Weiterverarbeitung der gemessenen Betriebskubikmeter verbreitet.
Falls der Gasdruck am Hausanschluss mehr als 23–25 mbar Überdruck beträgt, ist den meisten Zählern noch ein Gasdruckregler (ein spezieller Druckminderer) vorgeschaltet, der den Druck des ankommenden Gases reduziert.

## Geschichte
Den ersten Gaszähler konstruierte 1816 der Brite Samuel Clegg. In Deutschland wurde der 1880 vom ehemaligen Mainzer Gaswerksdirektor Emil Haas entwickelte Patentgaszähler zum Marktführer, jedoch konnte sich die in England verbreitete Variante eines „Selbstkassierenden Gasautomats“ mit Münzeinwurf in Deutschland nicht durchsetzen.

## Bauarten
Gaszähler besitzen im Regelfall zwei Anschlüsse, einen Eingangs- und einen Ausgangsflansch, die jeweils als Stutzen bezeichnet werden. Zur Beschleunigung der Zählerwechsels und zur Verkleinerung der Baugröße des Zähler-Gehäuses werden statt der bisherigen Zwei-Stutzen-Gaszähler von manchen Netzbetreibern nur noch Einstutzen-Gaszähler vorgesehen, bei denen Zustrom und Abführung des Gases nur noch über einen einzigen Stutzen geschieht, dessen Querschnitt konzentrisch zwischen Eintritts- und Austrittsöffnung aufgeteilt ist.
- Balgengaszähler (BGZ) nach DIN EN 1359 bzw. DIN 3374, Baugröße bis G 100, verwendet werden meist G 2,5 bis G 16, Messbereich 1:160
- Drehkolbenzähler (DKZ) nach DIN EN 12480, Baugrößen G 16 bis G 40 mit Messbereich 1:50, Baugrößen G 65 bis G 1000 mit Messbereich 1:100
- Turbinenradzähler (TRZ) nach DIN EN 12261, Baugröße bis G 65, Messbereich 1:20
- Ultraschallzähler (USZ), Baugröße bis G 100, Messbereich 1:20
- Wirbelgaszähler (WBZ), Baugröße bis G 65, Messbereich 1:20
- Corioliszähler
- Trommelgaszähler
- Thermoflussgaszähler

### Balgengaszähler, Einstutzen
Zum Anschluss von Einstuzen-Balgengaszählern nach DIN 3376 T 2 sind Anschlussstücke in drei Bauformen vorgesehen:
- Form A hat einen geraden Durchgang
- Form B hat einen Eck-Durchgang mit seitlich liegendem Eingang und oben liegendem Ausgang
- Form C hat einen geraden Durchgang und eine Flanschverbindung zum Anschluss von Balgengaszählern der Baugröße G 25.

Der Eingang ist jeweils mit einem Außengewinde und der Ausgang mit einem Innengewinde versehen, dessen Durchmesser der Nennweite des Anschlussstücks entspricht.
Die Nennweite von Anschlussstücken für Balgengaszählern der Baugrößen bis G 6 beträgt DN 25 (1"), bei den Baugrößen G 10 und G 16 DN 40 (1 1/2") und bei der Baugröße G 25 DN 50 (2").
Das Außengewinde des Anschlussstücks zur Aufnahme der Überwurfmutter des Zählers beträgt bei den Baugrößen bis G 6 2" und bei den Baugrößen G 10 und G 16 2 3/4". Bei der Baugröße G 25 wird stattdessen eine Flanschverbindung mit 4 Schrauben verwendet.

### Balgengaszähler, Zweistutzen
Die Nennweite des Anschlusses von Balgengaszählern der Baugrößen bis G 6 beträgt DN 25 (1") und der Stutzenabstand von Zweistutzenzählern 250 mm, bei den Baugrößen G 10 und G 16 DN 40 (1 1/2") und 280 mm.
Zum Anschluss von Zweistutzengaszählern wird gelegentlich eine Gaszähler-Anschlußplatte oder kompakte Zähleranschlusseinheit empfohlen oder gefordert.
Manche Netzbetreiber fordern eine Zähleranschlussplatte oder gleichwertige Zählerbefestigung nur für Gasinstallationen, die in Kunststoff- oder Kupferrohr ausgeführt werden.
Für Gaszähler bis zur Baugröße von etwa G 65 kann die Befestigung auf Konsolen oder mit Schellen mit einer Tragkraft von mindestens 100 kg gefordert werden.

## Zählergröße und Dimensionierung
Gaszähler sind maximal bis zum Nennvolumenstrom der nächsten Zählergröße belastbar. Alternativ wird für Balgengaszähler der Baugröße G 4 5 m³/h, der Größe G 6 9 m³/h und der Größe G 16 22 m³/h angegeben.
Abhängig vom aktuellen Volumenstrom kann der Druckverlust des Gaszählers bzw. Volumeters über 100 Pa betragen. Der maximale zulässige Volumenstrom des Gaszähler sollte nur bis etwa 85 % ausgenutzt werden, um einen übermäßigen Druckabfall zu vermeiden.
Die summierte Nennwärmeleistung {\displaystyle {\dot {Q}}_{NL}} der angeschlossenen Gasgeräte, bis zu welcher etwa ein (Balgen-)Gaszähler der Baugröße G 4 eingesetzt werden sollte, liegt je nach Netzbetreiber bei 40 kW bis 52 kW, bei G 6 zwischen 66 kW und 78 kW. Gaszähler der Größe G 2,5 werden nur von wenigen und Zähler der Größe G 10 nicht von allen Netzbetreibern angeboten. Nach der TRGI ist zur Auswahl des Gaszählers die Summenbelastung {\displaystyle {\dot {Q}}_{SB}} maßgebend, während zur Ermittlung des Druckverlustes die Spitzenbelastung {\displaystyle {\dot {Q}}} herangezogen wird.
Abhängig vom Brennwert des gelieferten Gases (und eigenem Ermessen) ordnen die Gasnetzbetreiber jeder Zähler-Baugröße einen Leistungsbereich zu, nach dem sich der installierte Zähler bemisst.

## Aufstellraum und Installation
Gaszähler sollen ohne Verwendung von Leitern und Tritten abgelesen und installiert werden können.
Sie sind spannungsfrei, trocken, belüftet, geschützt vor mechanischer Beschädigung und leicht zugänglich einzubauen.
Auf der Eingangsseite des Gaszählers ist regelmäßig eine Thermische Absperreinrichtung (TAE) mit nachfolgendem manuellen Absperrhahn erforderlich. Auf der Zählerausgangsseite ist ein Gasströmungswächter vorzusehen. Eine zusätzliche Absperreinrichtung auf der Ausgangsseite wird meist erst ab Baugröße G 25 gefordert.
Je nach Netz- bzw. Messstellenbetreiber wird bei kleineren Hausanlagen ein Einstutzen- oder ein Zweistutzen-Gaszähler bereitgestellt.
Teilweise wird empfohlen, dass sich die Anzeige des Gaszählers zur einfachen Ablesung auf einer Höhe zwischen 150 und 180 cm befinden soll.
Zur Reihenmontage von Gaszählern werden spezielle Rohranschluss-Einheiten (RAE) angeboten.

## Armaturen und Zubehör
Der Zähler ist empfindlich gegenüber erhöhtem Druck und darf daher bei der Druckprüfung der Leitungsanlage nicht installiert sein.
Um die gesamte Leitungsanlage zugleich überprüfen zu können, wird anstelle des Zweistutzen-Gaszählers eine Prüfbrücke zwischen den Anschlüssen eingesetzt, ein U-förmiges Rohr, welches die Verbindung zwischen Eingangs- und Ausgangsstutzen herstellt. Beim Einstutzen-Gaszähler wird stattdessen eine Überströmkappe auf den Stutzen geschraubt.
Eine Prüfkappe enthält demgegenüber zusätzlich einen Absperrhahn, über den der Prüfdruck aufgebaut werden kann.
Falls der gesamte Leitungsstrang stillgelegt werden soll, werden die Stutzen nach der Demontage des Zählers durch Verschlusskappen bzw. Blindkappen verschlossen.